# Elaphria renipes
Elaphria renipes är en fjärilsart som beskrevs av William Schaus 1911. Elaphria renipes ingår i släktet Elaphria och familjen nattflyn. Inga underarter finns listade i Catalogue of Life.